# حنظلة بن عمرو شيباني
حنظلة بن عمرو الشيباني (توفي في 61هـ/ 680 م) من الذين قتلوا في كربلاء من معسكر الحسين بن علي، وقد قُتل في الحملة الأولى من المعركة؛ يقال بأنه حنظلة بن أسعد الشبامي.